# You Can Get It All
Singles de Bow Wow
Roc The Mic
(2009)
You Can Get It All est une chanson du rappeur américain Bow Wow sortie en 2009.
C'est le second single extrait de l'album New Jack City II. Jermaine Dupri en est le producteur et Johnta Austin est en featuring. Il utilise le sample de Baby, Baby, Baby du groupe TLC.